# Park

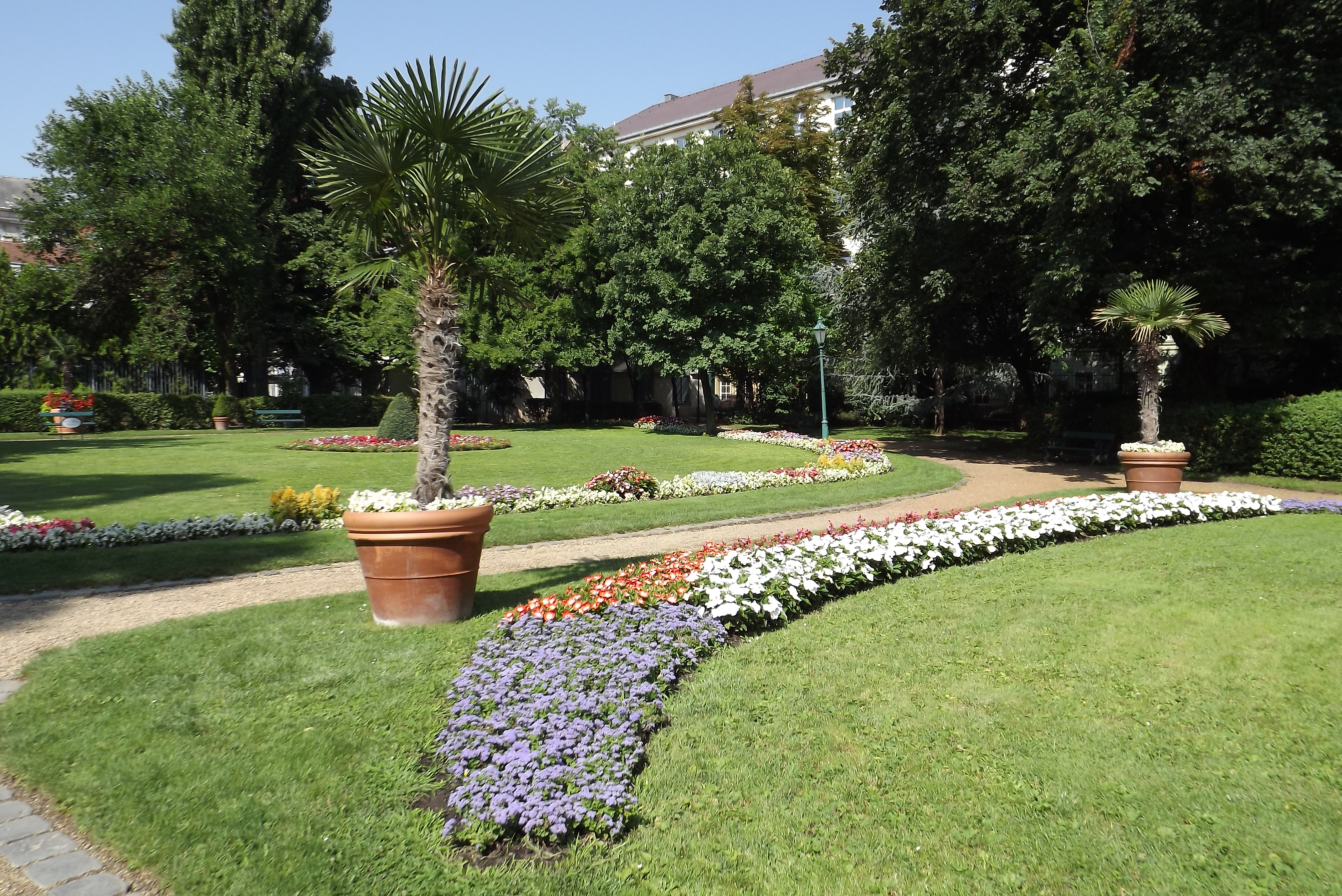
A Károlyi-kert részlete

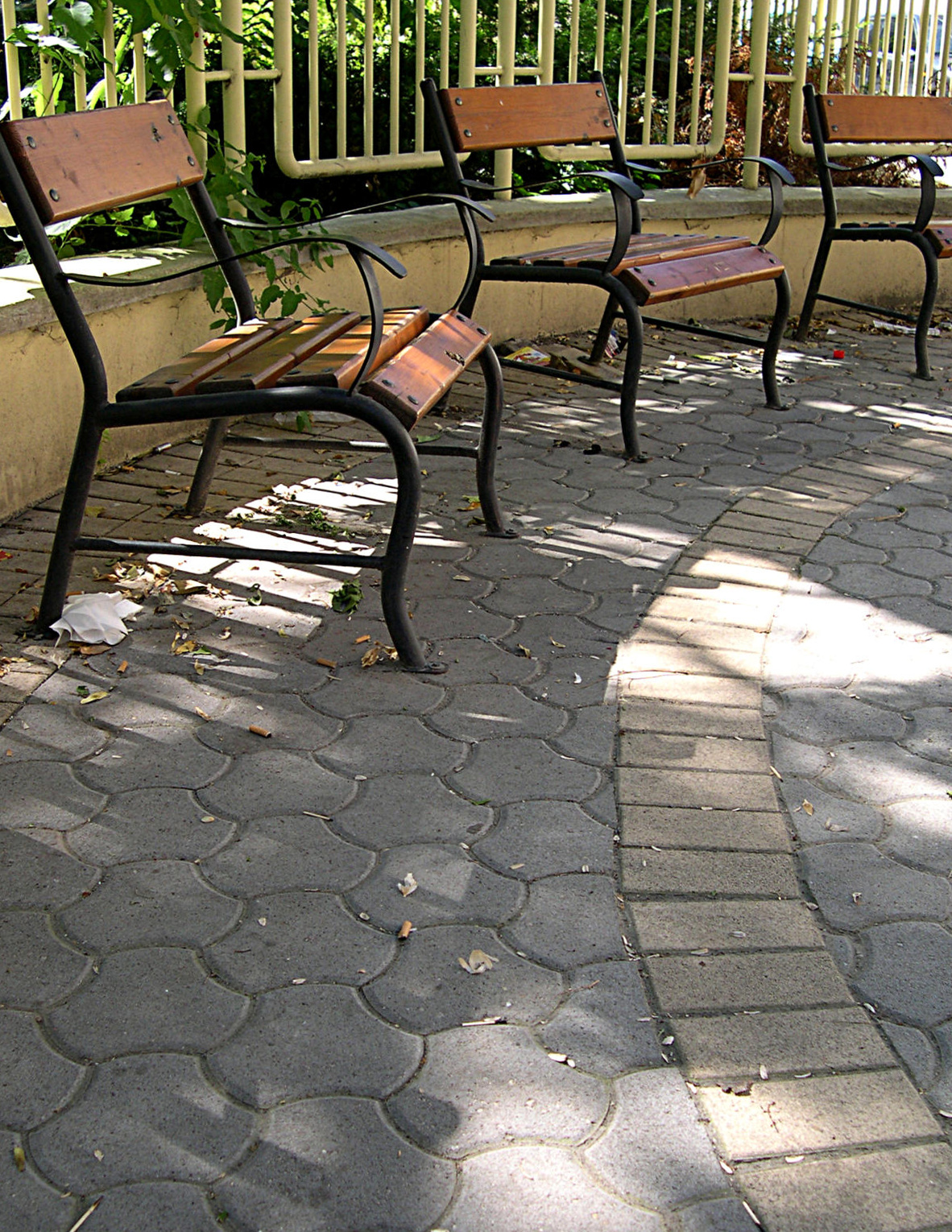
Sehol senki

A park gondozott terület, ami természetes vagy ahhoz hasonló környezetet teremt városokban vagy azokon kívül. Míg a városokban fenntartott parkoknak általában az emberek kikapcsolódásának biztosítása a célja, a városokon kívüliek bizonyos növények és állatok élőhelyének a megőrzésére törekednek.
Példa nagyvárosokban fenntartott jelentős zöldterületekre a New York-i Central Park, a tokiói Meidzsi-szentélyt övező erdő, a budapesti Margitsziget vagy a miskolci Népkert. A Michigani Egyetem kutatása rávilágít arra, hogy az ilyen parkok mennyire fontosak a városok életében: egy órányi séta a természetben 20%-kal javította a vizsgált személyek rövidtávú memóriáját és koncentrálóképességét. Az urbanizációval járó felfokozott életvitel idegrendszeri veszélyeire Vizi E. Szilveszter is felhívta a figyelmet.

## Nagyobb városi közparkok
| Név                              | Város         | Terület (ha) |
| -------------------------------- | ------------- | ------------ |
| Monsanto Forest Park             | Lisszabon     | 930          |
| Balboa Park                      | San Diego     | 486          |
| Golden Gate Park                 | San Francisco | 412          |
| Stanley Park                     | Vancouver     | 404          |
| Central Park                     | New York      | 341          |
| Tiergarten                       | Berlin        | 255          |
| Hyde Park (és Kensington Garden) | London        | 253          |
| Mount Royal Park                 | Montréal      | 221          |
| Retiro Park                      | Madrid        | 142          |
| Margit-sziget                    | Budapest      | 96,5         |
| Luxemburg-kert                   | Párizs        | 24           |